# C-class Brabus*
Mercedes-Benz C-classe(W-204) Brabus

## Аеродинаміка і дизайн
BRABUS отримав світову популярність завдяки своєму революційному дизайну. Дуже ефектний зовнішній вигляд седана покращений спортивним переднім спойлером від BRABUS із збільшеними повітро-забірниками, для кращого охолодження білярадіаторного простору і передніх гальм. Чотири протитуманні фари підвищують рівень активної безпеки.

## Безпека і підвіска
В цьому автомобілі присутня спортивна гальмівна система, яка пропонується у двох версіях забезпечує надійне гальмування. Також в моделі представлені легкосплавні диски BRABUS Monoblock VI, E і S, розміру 9Jx20

## Підсилення потужності двигуна
Всі комплектування поставляються з заводською гарантією на 3 роки і обмеженням пробігу в 100 000 тис. км.
На всі моделі пропонується спортивна вихлопна система BRABUS з 4-ма насадками на глушник з нержавіючої сталі.
| Модель    | Об'єм двигуна | Потужність         |
| --------- | ------------- | ------------------ |
| C 350     | 4.0           | 332 к.с. / 244 кВт |
| C 220 CDI | 3.0           | 195 к.с. / 143 кВт |
| C 320 CDI | 4.2           | 243 к.с. / 178 кВт |

## Інтер'єр
BRABUS має чудову репутацію у всьому світі в області вишуканих інтер'єрів для автомобілів. На автомобіль Mercedes-Benz C-Класу (W204) в цеху вручну створюється ексклюзивний салон BRABUS із натуральної шкіри або алькантари.Окрім цього BRABUS має у своєму арсеналі широкий асортимент індивідуальних аксесуарів для салону: це прекрасне спортивне кермо, спідометр до 330 км/год, алюмінієві накладки на педалі, а також накладки на внутрішні пороги з підсвіткою BRABUS.